# Asymphyloptera quadriseta
Asymphyloptera quadriseta är en tvåvingeart som beskrevs av Smith 1961. Asymphyloptera quadriseta ingår i släktet Asymphyloptera och familjen dansflugor. Inga underarter finns listade i Catalogue of Life.